# Better the Devil You Know
Better the Devil You Know – singel australijskiej piosenkarki Kylie Minogue. Piosenka pochodzi z płyty Rhythm of Love z 1990 roku. Piosenka znalazła się na 38. miejscu najlepiej sprzedających się singli lat .90 XX wieku.

## Lista utworów
CD single
1. "Better the Devil You Know" - 3:52
2. "Better the Devil You Know" (Mad March Hare Mix) - 7:09
3. "I'm Over Dreaming (Over You)" (7" Remix) - 3:21

7" single
1. "Better the Devil You Know" - 3:52
2. "I'm Over Dreaming (Over You)" (7" Remix) - 3:21

12" single
1. "Better the Devil You Know" (Mad March Hare Mix) - 7:09
2. "I'm Over Dreaming (Over You)" (Extended Remix) - 4:54

## Wyniki na listach przebojów
| Lista (1990)                  | Pozycja na Liście |
| ----------------------------- | ----------------- |
| Australian ARIA Singles Chart | 4                 |
| Austrian Singles Chart        | 27                |
| European Singles Chart        | 6                 |
| SNEP - Francja                | 13                |
| UK Top 40                     | 2                 |
| Belgium Singles Chart         | 3                 |
| Netherlands Top 40            | 22                |
| Finnish Singles Chart         | 5                 |
| German Singles Chart          | 24                |
| Irish Single Chart            | 4                 |
| Israel Singles Chart          | 1                 |
| New Zealand Singles Chart     | 27                |
| South African Singles Chart   | 2                 |
| Swedish Singles Chart         | 13                |
| Swiss Singles Chart           | 21                |
| Spanish Singles Chart         | 11                |